# Comuna Palahîci, Tlumaci
Palahîci (în ucraineană Палагичі) este o comună în raionul Tlumaci, regiunea Ivano-Frankivsk, Ucraina, formată din satele Honcearivka, Lokitka, Palahîci (reședința) și Popeliv.

## Demografie
Componența lingvistică a comunei Palahîci
     Ucraineană (99,69%)
     Alte limbi (0,31%)
Conform recensământului din 2001, majoritatea populației comunei Palahîci era vorbitoare de ucraineană (99,69%), existând în minoritate și vorbitori de alte limbi.